# Alfred Jost
Pour les articles homonymes, voir Jost.
Alfred Jost, né le 27 juillet 1916 à Strasbourg et mort le 3 février 1991, était un endocrinologue français, connu pour son travail précurseur l'Hormone antimullérienne, découverte par son élève Nathalie Josso.

## Biographie
Ancien élève de l'École normale supérieure (promotion 1936), agrégé de sciences naturelles (1941), Alfred Jost a dirigé le Laboratoire de physiologie comparée de la Faculté des sciences de l'Université de Paris en 1970. Il a été professeur au Collège de France à partir de 1974 (chaire de Physiologie du développement) et correspondant (1978) puis  membre (1979) de l'Académie des sciences dont il a été secrétaire perpétuel de 1986 à son décès, en 1991.
Il est le père de François Jost, sémiologue[réf. nécessaire].

## Publications
Reproduction II. L'intervention de l'homme dans les processus de reproduction. In: Impact: science et société, vol.XX (1970), no 4, p. 285-297 
- Le droit à la mort.